# 무성 경구개 파찰음
무성 경구개 파찰음은 자음의 하나로, 국제음성기호로는 [cç]로 나타낸다.

## 발음의 예
- 네덜란드어: j 앞의 k에서 후경구개음으로 난다.
- 한국어: /i, j/ 앞에 오는 ㅋ(/kʰ/)에서 변이음으로 난다.
- 나바호어: /i, e/ 앞에 오는 /kʰ/에서 변이음으로 난다.
- 표준 알바니아어: q에서 이 소리가 난다.